# علم فلك الطاقة العالية
علم فلك الطاقة العالية هو علم دراسة الأجسام الفلكية التي تصدر إشعاع كهرومغناطيسي ذو أطوال موجية عالية الطاقة. وهو يتضمن علم فلك الأشعة السينية، علم فلك أشعة غاما، علم فلك الأشعة فوق البنفسجية، بالإضافة إلى دراسة النترينو والأشعة الكونية. والدراسة الفيزيائية لهذه الظواهر تسمى بعلم الفيزياء الفلكية عالية الطاقة.
والأجسام الفلكية الشائع دراستها في هذا المجال تتضمن الثقوب السوداء، والنجوم النيوترونية، ونوى المجرات النشطة، والمستعرات العظمى، وبقايا هذه المستعرات، وانفجارات أشعة غاما.

## مواضيع ذات صلة
- علم الفلك
- علم فلك الأشعة السينية